# 花園裡的吸血鬼
《花園裡的吸血鬼》（日语：ヴァンパイア・イン・ザ・ガーデン）是一部2022年日本動畫劇集，由WIT STUDIO製作，並於2022年5月16日在Netflix首播。。

## 角色
茉茉（Momo，聲：潘惠美）
年輕的人類女孩，外表和芬恩已逝的愛人阿亞十分相像。
芬恩（Fine，聲：小林優）
吸血鬼女王，冒著生命危險救出茉茉。
阿列格魯（Allegro，聲：小林千晃）
芬恩的青梅竹馬及隨從。
諾巴拉（Nobara，聲：深見梨加）
人類的指揮官、茉茉的生母。雖然重視女兒茉茉，但更重視自己作為指揮官的地位。
庫波（Kubo，聲：東地宏樹）
諾巴拉的兄長，對於諾巴拉對女兒的冷漠感到不滿。

## 製作人員
- 導演、系列構成、全話編劇、全話分鏡：牧原亮太郎
- 副導演：田中洋之
- 劇本校正：梅原英司
- 人物設定、總作畫監督：西尾鐵也
- 機械設定：曾野由大、細田直人
- 道具設定：細田直人、石森連
- 主動畫師：工藤大誠、田口愛梨、富田惠美
- 美術監督：三宅昌和
- 美術設定：高畠聰、藤井一志
- 色彩設計：廣瀨泉
- 3DCG導演：廣住茂德
- 撮影監督：田中宏侍
- 剪輯：肥田文
- 音響監督：秦昌二
- 音樂：池賴廣
- 音樂制作：金野沙矢香
- 製作人：伊藤整
- 動畫製作人：完戶翔洋
- 動畫製作：WIT STUDIO
- 製作：Production I.G

## 集數列表
| 集數  | 編劇       | 分鏡       | 演出          | 作畫監督                                                                                                   | 總作畫監督 | 首播日期 （2022年） |
| ----- | ---------- | ---------- | ------------- | --- | ---------- | ------------------- |
| 第1話 | 牧原亮太郎 | 牧原亮太郎 | 田中洋之      | 西尾鐵也                                                                                                   | 不適用     | 5月16日             |
| 第2話 | 牧原亮太郎 | 牧原亮太郎 | 赤松康裕      | 千葉崇明、富田惠美、工藤大誠、松本幸子                                                                     | 西尾鐵也   | 5月16日             |
| 第3話 | 牧原亮太郎 | 牧原亮太郎 | 荻原健 手島舞 | 金世俊、荒尾英幸、千葉崇明、山本祐子                                                                       | 西尾鐵也   | 5月16日             |
| 第4話 | 牧原亮太郎 | 牧原亮太郎 | 若野哲也      | 工藤大誠、田口愛梨、富田惠美、松本幸子                                                                     | 西尾鐵也   | 5月16日             |
| 第5話 | 牧原亮太郎 | 牧原亮太郎 | 橋口淳一郎    | 手塚響平、工藤大誠、荒川紗希、田口愛梨 鈴木繪萬、折井一雅、西尾鐵也、和田直也 富田惠美、立花健吾、木村奏繪 | 西尾鐵也   | 5月16日             |

## 外部連結
- 在Netflix上觀看《花園裡的吸血鬼》